# Lucjan Rusjan
Lucjan Rusjan (Lucjan Russian) (ur. 1904, zm. 1945) – polski historyk, badacz stosunków polsko-węgierskich. 

## Życiorys
Absolwent historii na UW, pracował jako bibliotekarz w Towarzystwie Naukowym Warszawskim. Doktorat pod kierunkiem Marcelego Handelsmana - Polacy i sprawa węgierska na Węgrzech w roku 1848-1849 - gruntowną monografię uwzględniającą archiwalia wiedeńskie i budapeszteńskie. Był obok Krystyny Pieradzkiej i Janusza Pajewskiego pionierem w Polsce studiów hungarystycznych.

## Wybrane publikacje
- Polacy i sprawa węgierska na Węgrzech w roku 1848-1849, Warszawa 1934.